# Estação General Miguel Costa
A Estação General Miguel Costa é uma estação ferroviária, pertencente à Linha 8–Diamante operada pela ViaMobilidade. Está localizada no município de Osasco.

## História

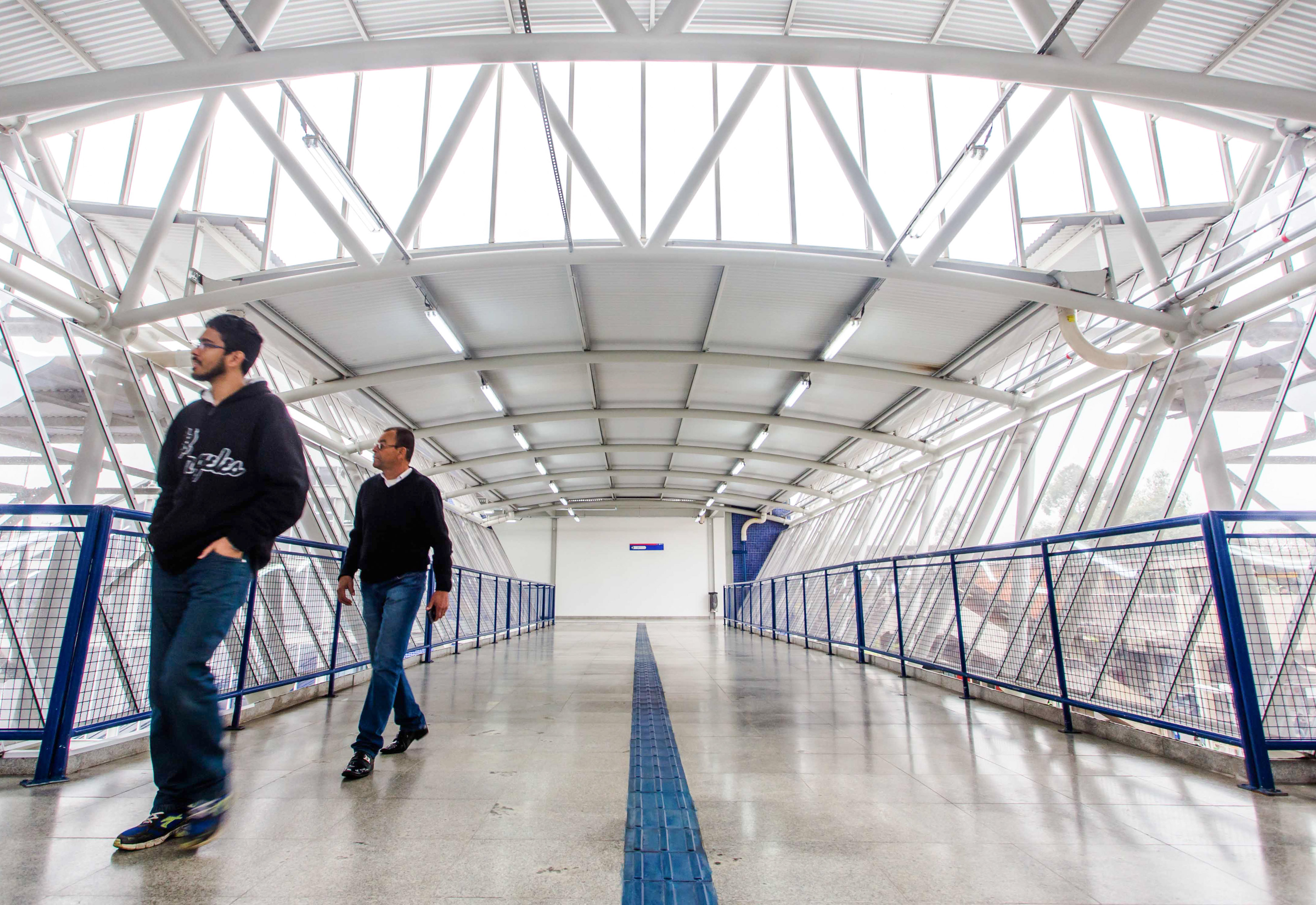
Vista da passarela de acesso ao Terminal de ônibus do Km 21. À direita, encontra-se a silhueta da velha estação General Miguel Costa, ainda não integrada fisicamente ao terminal. No futuro, a parede branca (vista ao fundo) será derrubada para a passarela do terminal se integrar ao prédio da nova estação

Com o crescimento de São Paulo, o abastecimento de víveres tornou-se uma questão vital. Até então, a cidade possuía o Matadouro de Vila Mariana para abastecer a cidade com carne fresca. Essa estrutura tornou-se ultrapassada no início da década de 1910 e obrigou o governo a conceder autorização para empresários interessados em construir novos matadouros. Um desses matadouros foi planejado pelo Coronel Delfino Cerqueira (??-1936). Autorizado pela Resolução municipal n° 50 de 22 de agosto de 1914, o Coronel Cerqueira implantou em 1920 um Matadouro, localizado às margens do quilômetro 21 da da Linha Tronco da Estrada de Ferro Sorocabana. Com a implantação do Matadouro, a Sorocabana implantou um pátio para o recebimento de vagões cargueiros que transportavam os bois para o abate. Apesar do interesse de Cerqueira em ter uma estação ao lado do Matadouro do Quilômetro 21, o seu requerimento foi arquivado pela municipalidade em 1924. O Matadouro foi estatizado em 1938 e operou até meados dos anos 1960, quando foi desativado.
Em 1951 foi implantada a "Parada do Quilômetro 21", em frente ao Matadouro, que se tornou o nome popular da pequena estação. Com a desativação e abandonado do Matadouro nos anos 1960, suas instalações são invadidas e transformadas em cortiços que evoluíram para uma imensa favela ao lado da estação. Em algum momento da década de 1960, a Sorocabana renomeou a parada para Matadouro, gerando protestos dos moradores dos conjuntos habitacionais construídos pela Cohab-SP nas proximidades da estação em 1972.
Em 1973, é lançado o plano de Remodelação dos Subúrbios e uma nova estação é projetada para o local, cujas obras foram iniciadas em março de 1977, sendo inaugurada em 25 de janeiro de 1979 e batizada Km 21. A prefeitura de Osasco implantou na mesma época o sistema viário da região, incluindo baias e pontos de parada para ônibus em frente à estação, antevendo a implantação do terminal de ônibus. A estação foi rebatizada para General Miguel Costa em dezembro de 1987.
Em 1996 a estação (e as Linhas Oeste e Sul) são transferidas da FEPASA para a CPTM. Enquanto o acesso sul da estação, construída sobre os trilhos se consolidou com o principal acesso da estação (contando com um terminal improvisado de ônibus), o acesso norte foi construído e subutilizado, por dar acesso a uma gleba vazia de quase 100 mil m² e acabou sendo fechado para evitar evasão de renda.
Em 2002 o Rodoanel Mário Covas é construído sobre a estação e a favela do Matadouro é inteiramente removida. Posteriormente, em 2007, a prefeitura de Osasco contrata o escritório de arquitetura Vigliecca e Associados para projetar um conjunto habitacional na área de 97.757 m² ao lado do acesso norte da estação. Com capacidade de 1592 unidades habitacionais, as obras do conjunto habitacional Miguel Costa (batizado dessa forma por conta da estação homônima) demoraram a sair do papel. Além disso, a capacidade foi diminuída para 960 unidades habitacionais. As primeiras unidades estavam programadas para serem entregues em 2018, embora a falta de acesso viário (por conta da área estar cercada por terrenos do Exército) atrasou a entrega das mesmas para meados de 2019.
Projetado desde 1978, o Terminal de ônibus do Km 21 foi construído apenas em 2017, abrigando em sua maioria linhas municipais de Carapicuíba, embora também seja terminal e ponto de passagem para linhas municipais de Osasco e metropolitanas da EMTU. Apesar da implantação desses empreendimentos, a estação General Miguel Costa não recebeu obras de modernização de sua (já defasada) estrutura até o momento, o que dificulta seu uso e integração ao terminal de ônibus por parte dos passageiros.
Em 20 de abril de 2021 foi concedida para o consórcio ViaMobilidade composto pelas empresas CCR (atual Motiva) e RUASinvest, com a concessão para operar a linha por trinta anos. O contrato de concessão foi assinado e a transferência da linha foi realizada em 27 de janeiro de 2022.

### Projetos
Em 2005 a CPTM contratou projetos de construção/modernização de 41 estações, divididas por lotes (de 1 a 10). A estação General Miguel Costa foi selecionada para o Lote 4, ao lado das estações Jandira, Sagrado Coração e Engenheiro Cardoso. O lote 4 foi vencido pelo consórcio formado pelas empresas Themag e Tekhnites, no valor de 624 828 reais. Os projetos foram apresentados em audiência pública em junho de 2007, porém as obras não saíram do papel.
Um novo projeto é contratado pela CPTM em janeiro de 2012 através da licitação nº 8508110011, que englobou as estações General Miguel Costa e Perus. O consórcio vencedor era formado pelas empresas Maubertec e Pedro Taddei Arquitetos Associados, pelo valor total de 3 768 701 reais. O projeto da nova estação General Miguel Costa ficou pronto em setembro de 2016 e foi inscrito no PAC Mobilidade do governo federal. Como reflexo da crise econômica no Brasil desde 2014, o PAC Mobilidade é cancelado por falta de recursos e o financiamento para as obras da estação não saiu. Não existe prazo para a realização das obras da nova estação General Miguel Costa, embora a CPTM aposte numa controversa concessão das Linhas 8 e 9 via PPP, esperando que o futuro concessionário das linhas realize parte dos investimentos de modernização da estação em até 5 anos após a assinatura do contrato de concessão.

## Toponímia

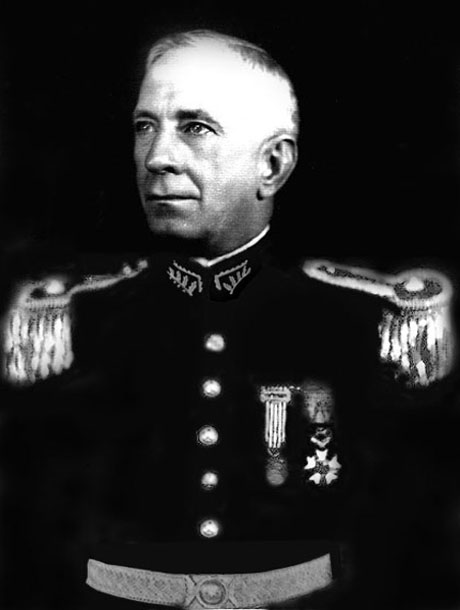
Miguel Costa, sem data

Aberta em 1951, a estação recebeu inicialmente o nome de seu marco quilométrico mais próximo, Km 21. Em meados dos anos 1960, a Estrada de Ferro Sorocabana modifica o nome para Matadouro, por conta da existência da instalação homônima ao lado da estação. A desativação do Matadouro (ocorrida na mesma década) e a conotação negativa do seu nome obrigaram a Fepasa (que incorporou a Sorocabana) a renomear a estação pelo antigo nome (Km 21) apenas em 1979.
Uma campanha do professor Miguel Costa Júnior para rebatizar a estação com o nome de seu pai, Miguel Costa, foi bem sucedida e resultou na mudança do nome da estação de Km 21 para General Miguel Costa em dezembro de 1987 através do projeto de lei estadual 5832 de 20 outubro de 1987.
Miguel Costa (1885-1959) foi um oficial da Força Pública Paulista, um dos principais participantes dos levantes tenentistas de 1924, da Coluna Prestes (que liderou ao lado de Prestes), da Revolução de 1930 e da Revolução Constitucionalista de 1932. Segundo seu filho, Miguel Costa era frequentador assíduo da região e, por força de sua patente, fazia os trens da Sorocabana pararem nas terras do Coronel Delfino Cerqueira para ele e sua comitiva pescarem num lago formado pela várzea dos córregos ali existentes. Posteriormente a família de Miguel Costa radicou-se em Carapicuíba.

## Tabelas
| Linha      | Terminais               | Comprimento (km) | Estações | Observações                                                                                            |
| ---------- | ----------------------- | ---------------- | -------- | --- |
| 8 Diamante | Júlio Prestes ↔ Itapevi | 35,283           | 20       | Possui extensão operacional. Antiga Linha B–Cinza / Antiga Linha Oeste do Trem Metropolitano da FEPASA |

| Sigla | Estação              | Inauguração | Integração | Plataformas | Posição    | Notas                                                                                                 |
| ----- | -------------------- | ----------- | --- | ----------- | ---------- | --- |
| GMC   | General Miguel Costa | 1951        | Bilhete Único da SPTrans, Bilhete Ônibus Metropolitano (BOM) e Terminal Metropolitano Luiz Bortolosso (EMTU) (paga) | Centrais    | Superfície | Estação construída pela Estrada de Ferro Sorocabana Reconstruída pela FEPASA em 25 de janeiro de 1979 |